# Poggio Moiano
Poggio Moiano – miejscowość i gmina we Włoszech, w regionie Lacjum, w prowincji Rieti.
Według danych na rok 2004 gminę zamieszkiwało 2510 osób, 96,5 os./km².